# Stan Gelbaugh
Stanley Morris Gelbaugh (Carlisle, 4 dicembre 1962) è un ex giocatore di football americano statunitense che ha giocato nel ruolo di quarterback nella National Football League (NFL), nella Canadian Football League (CFL) e nella World League of American Football coi London Monarchs dove ottenne i maggiori successi.

## Carriera professionistica
Gelbaugh fu scelto dai Dallas Cowboys nel corso del sesto giro (150º assoluto) del Draft NFL 1986. Fu svincolato prima dell'inizio della pre-stagione e giocò brevemente come punter per i Saskatchewan Roughriders della CFL. Nel novembre 1986 firmò con i Buffalo Bills, passandovi tre anni come riserva e debuttando come professionista in una gara contro i New York Jets.
Nel 1991, Gelbaugh giocò con i London Monarchs della WLAF guidandoli alla vittoria nel primo campionato tenuto dalla lega e venendo premiato come miglior giocatore offensivo dell'anno. Nel 1992 firmò per giocare con i Phoenix Cardinals e lì disputò la prima gara come titolare nella NFL, nella settimana 12 contro i San Francisco 49ers. La settimana successiva, dopo aver subito quattro intercetti contro i Philadelphia Eagles perse il posto come titolare.
Dopo aver fatto ritorno ai Monarchs nel 1992, Gelbaugh firmò coi Seattle Seahawks, dove avrebbe dovuto fungere da terzo quarterback dietro Dan McGwire e Kelly Stouffer. La sua prima presenza fu in sostituzione di McGwire nella settimana 7 contro i Dallas Cowboys, in cui lanciò un intercetto ritornato in touchdown e i Seahawks persero 27-0. Con McGwire e Stouffer infortunati, Gelbaugh patì come titolare la settimana seguente contro i Los Angeles Raiders, ma i Seahawks non segnarono alcun punto per la seconda settimana consecutiva. Partì come titolare anche nelle due gare successive, entrambe perse, in attesa che Stouffer tornasse dal suo infortunio alla spalla. Gelbaugh tornò in campo in sostituzione di Stouffer contro i Denver Broncos, guidando i Seahawks a un'improbabile rimonta nel Monday Night Football, lanciando il touchdown del pareggio alla fine dei tempi regolamentari. I Seahawks alla fine vinsero ai supplementari con un field goal di John Kasay; Gelbaugh terminò la serata con 164 yard e un touchdown in meno di un quarto completo di gioco. Continuò a dividere i minuti in campo con Stouffer per il resto della stagione ma i Seahawks non vinsero altri gare e finirono col minimo di punti realizzati della storia della lega in un campionato a 16 partite.
Anche se Stan rifirmò per la stagione 1993, la sua unica apparizione fu in sostituzione dell'infortunato titolare Rick Mirer nel quarto periodo della gara contro i New England Patriots. Successivamente trascorse due anni in panchina, entrando in campo brevemente solo nell'ultima gara della stagione 1994. Nel 1996 disputò come titolare l'ultima gara della stagione regolare contro i Raiders ma si infortunò all'inguine nella seconda serie di gioco. Gelbaugh si ritirò dopo la stagione 1996.

## Palmarès
- World Bowl (1991)
- MVP offensivo della WLAF (1991)

## Statistiche
NFL
| Partite totali      | 20    |
| Partite da titolare | 12    |
| Yard passate        | 2 100 |
| Touchdown           | 10    |
| Intercetti          | 22    |
| Passer rating       | 50,5  |